# Elon (Izrael)
Elon (hebr. אילון) – kibuc położony w Samorządzie Regionu Matte Aszer, w Dystrykcie Północnym, w Izraelu. Członek Ruchu Kibuców (HaTenoa’a HaKibbutzit).

## Położenie
Kibuc Elon jest położony na wysokości 306 metrów n.p.m. w górzystej okolicy północno-zachodniej części Górnej Galilei. Leży na północno-zachodnim skraju zboczy góry Har HaGlili (551 m n.p.m.). Na północy przebiega wadi strumienia Becet, za którym wznosi się wysoka na 200 metrów skarpa Wyżyny Adamit (ok. 460 m n.p.m.). Na północnym wschodzie jest wadi strumienia Galil, za którym wznosi się góra Har Uchman (451 m n.p.m.). Na południu przepływa strumień Cuva, i dalej wadi strumienia Keziw, za którym jest położony zamek Montfort. Okoliczny teren opada w kierunku zachodnim do wzgórz Zachodniej Galilei. Położone wokół wzgórza są zalesione. W otoczeniu Elon znajdują się kibuce Adamit i Gaton, moszawy Ja’ara, Zarit, Szomera, Ewen Menachem, Goren, En Ja’akow, Manot i Awdon, wsie komunalne Gornot ha-Galil i Micpe Hilla, oraz arabska wieś Aramisza. Na północny wschód od kibucu znajduje się baza wojskowa Szomera.

### Podział administracyjny
Elon jest położony w Samorządzie Regionu Matte Aszer, w Poddystrykcie Akka, w Dystrykcie Północnym.

## Demografia
Stałymi mieszkańcami kibucu są wyłącznie Żydzi. Tutejsza populacja jest świecka:

Źródło danych: Central Bureau of Statistics.

## Historia

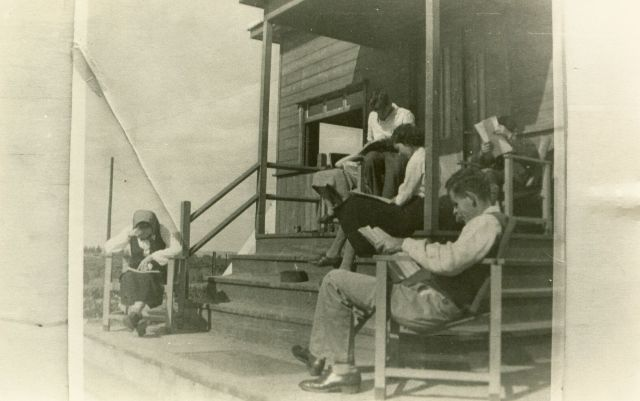
Mieszkańcy kibucu Elon około 1940 roku

Na początku XX wieku tutejszą ziemię wykupił od arabskich właścicieli Żydowski Fundusz Narodowy. Grupa założycielska kibucu zawiązała się w 1935 roku w Petach Tikwie. W jej skład wchodzili członkowie młodzieżowej organizacji syjonistycznej Ha-Szomer Ha-Cair, którzy przeszli szkolenie w Polsce. W październiku 1938 roku Żydowski Fundusz Narodowy przekazał im 40 hektarów ziemi w tej okolicy. Dzięki temu założyli kibuc, który był typową osadą obronną z wieżą strażniczą i obronną palisadą. W owym czasie trwało arabskie powstanie w Palestynie, i nowy kibuc został kilkakrotnie ostrzelany przez Arabów. Mieszkańcy prowadzili prace rekultywacji okolicznych skalistych gruntów, rozwijając przy tym nowe metody rolnictwa w trudnych górskich warunkach. Największą trudnością był jednak niedobór pitnej wody, którą dostarczano z pobliskiego strumienia Becet. Na tablicy ogłoszeń wisiało wówczas następujące ogłoszenie: 
„Członkowie proszeni są o korzystanie co najwyżej z 4 szklanek wody dziennie.”

Niektórzy mieszkańcy szybko zdali sobie sprawę, że działalność rolnicza nie przynosi wystarczających dochodów, by uzyskać samowystarczalność ekonomiczną. Z tego powodu zaczęli bardzo szybko poszukiwać nowych źródeł dochodu, prowadząc różnorodną działalność rzemieślniczą i produkcyjną. Gdy w 1944 roku kibuc odwiedził przywódca ruchu syjonistycznego Chaim Weizman, powiedział on: 
„Widzę, że nie macie surowców, ale macie jedną bezcenną substancję i jest nią człowiek, który tutaj w górach zwrócił się w stronę działalności produkcyjnej. Jest to niesamowite nawet dla Szwajcarii, która dobrze rozwija się w dziedzinie przemysłu.”
Przyjęta 29 listopada 1947 roku Rezolucja Zgromadzenia Ogólnego ONZ nr 181 przyznała ten obszar państwu arabskiemu. Mieszkańcy zdecydowali się jednak na pozostanie w swoim kibucu, i gdy kilka dni później wybuchła wojna domowa w Palestynie, zostali całkowicie odcięci od pozostałej żydowskiej społeczności w Brytyjskim Mandacie Palestyny. W rejonie kibucu działały siły Arabskiej Armii Wyzwoleńczej, które sparaliżowały żydowską komunikację w prawie całej Galilei. Podczas trwającego sześć miesięcy oblężenia kibucu zorganizowano udaną operację ewakuowania wszystkich dzieci (przewieziono je do Hajfy). Podczas I wojny izraelsko-arabskiej w październiku 1948 roku Izraelczycy przeprowadzili operację „Hiram”, w trakcie której oczyszczono okolicę z arabskich milicji i zniesiono blokadę kibucu Elon. Po wojnie nastąpiła rozbudowa kibucu, a nowi mieszkańcy wzmocnili jego siłę gospodarczą. Bliskie sąsiedztwo granicy libańskiej powodowało, że kibuc wielokrotnie padał ofiarą ostrzału prowadzonego przez terrorystów z terytorium Libanu. W latach 90. XX wieku kibuc przeżywał poważne trudności finansowe, które doprowadziły do przeprowadzenia w 2000 roku procesu częściowej prywatyzacji i restrukturyzacji. W następnych latach w zachodniej części kibucu wybudowano nowe osiedle mieszkaniowe, którego domy zostały wystawione na sprzedaż.

## Edukacja
Kibuc utrzymuje przedszkole. Starsze dzieci są dowożone do szkoły podstawowej i średniej w kibucu Kabri.

## Kultura i sport
W kibucu znajduje się ośrodek kultury z biblioteką. Znajduje się tutaj unikatowy ośrodek muzyczny Keszet Elon, w którym każdego roku uczy się około pięćdziesięciu młodych skrzypków z całego świata. Z obiektów sportowych jest basen pływacki, sala sportowa z siłownią, korty tenisowe oraz boisko do piłki nożnej.

## Turystyka
Kibuc stanowi dogodny punkt wypadowy do wycieczek po górach Górnej Galilei. W jego pobliżu znajdują się rezerwat przyrody strumienia Becet, rezerwat przyrody strumienia Keziw oraz zamek krzyżowców Montfort. W kibucu można wynająć pokoje noclegowe.

## Gospodarka
Lokalna gospodarka opiera się na rolnictwie i sadownictwie. Uprawy obejmują banany, awokado, tytoń, ciecierzycę, bawełnę i winorośl. Dodatkowo przy kibucu jest ferma drobiu i stodoła bydła. Swoją działalność prowadzi tutaj spółka Eshet Eilon, produkująca systemy do sortowania i pakowania warzyw oraz owoców. Firma Mosaic Eilon produkuje ozdobne mozaiki.

## Infrastruktura
W kibucu jest sklep wielobranżowy, ośrodek zdrowia, warsztat mechaniczny i stolarnia.

## Komunikacja
Wzdłuż południowej granicy kibucu przebiega droga nr 899, którą jadąc na zachód, dojeżdża się do moszawu Ja’ara lub jadąc na wschód, dojeżdża się do moszawu Goren.